# Byrsonima incarnata
Byrsonima incarnata är en tvåhjärtbladig växtart som beskrevs av Noel Yvri Sandwith. Byrsonima incarnata ingår i släktet Byrsonima och familjen Malpighiaceae. Inga underarter finns listade i Catalogue of Life.